# Musashi Oyama
Musashi Oyama (født 11. september 1998) er en japansk fodboldspiller, som spiller for den japanske fodboldklub Cerezo Osaka.